# Richard F. Gordon
Richard F. Gordon (n. 5 octombrie 1929, Seattle, Washington, SUA – d. 6 noiembrie 2017, San Marcos⁠(d), California, SUA) a fost un astronaut american, membru al echipajului zborului Apollo 12.

## Distincții
- Ordinul „Meritul Științific” clasa I (2 martie 1970) „pentru contribuția deosebită adusă de către membrii echipajului navei spațiale «Apollo 12» la efortul pe care știința contemporană îl face pentru cucerirea spațiului cosmic”[9]